# 40956 Ericamsel
40956 Ericamsel este o planetă minoră (asteroid), cu un diametru de 6,245 km, din centura de asteroizi. A fost descoperită pe 4 octombrie 1999 la Catalina Station⁠(d) de Catalina Sky Survey. 
Obiectul prezintă o orbită caracterizată de o semiaxă mare de 2,5831198820561 UAi, o excentricitate de 0,12255240078635, o înclinație de 11,912483458604 ° în raport cu ecliptica.